# Warnowtunnel

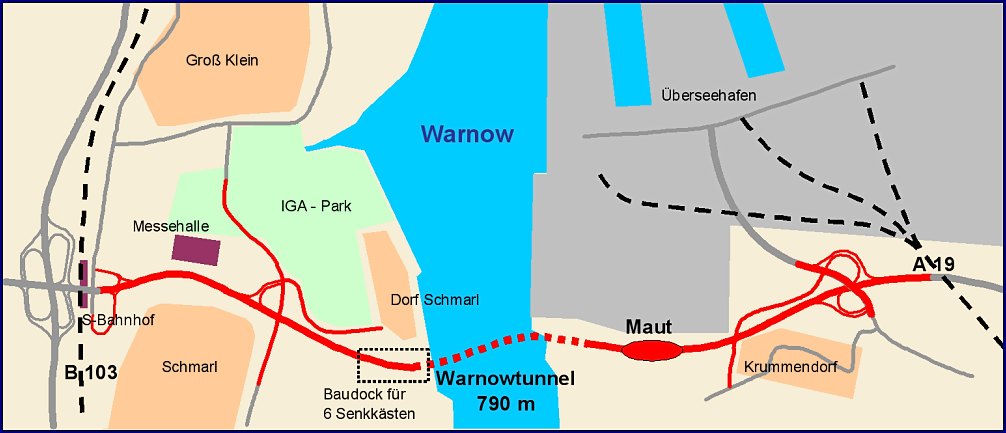
Übersichtsplan des Warnowtunnels und ergänzender Neubauabschnitte

Der Warnowtunnel ist eine Straßenunterquerung der Bundesstraße 105 unter der Warnow in Mecklenburg-Vorpommern. Der 790 Meter lange vierstreifige Tunnel verbindet seit 2003 die beiden Ufer im Norden Rostocks zwischen Schmarl und Krummendorf miteinander. Er wird von der Warnowquerung GmbH & Co. KG betrieben und ist der erste mautpflichtige privatwirtschaftlich betriebene Tunnel in Deutschland.
Am 16. August 2024 wurde die 85-millionste Durchfahrt gezählt.

## Geschichte

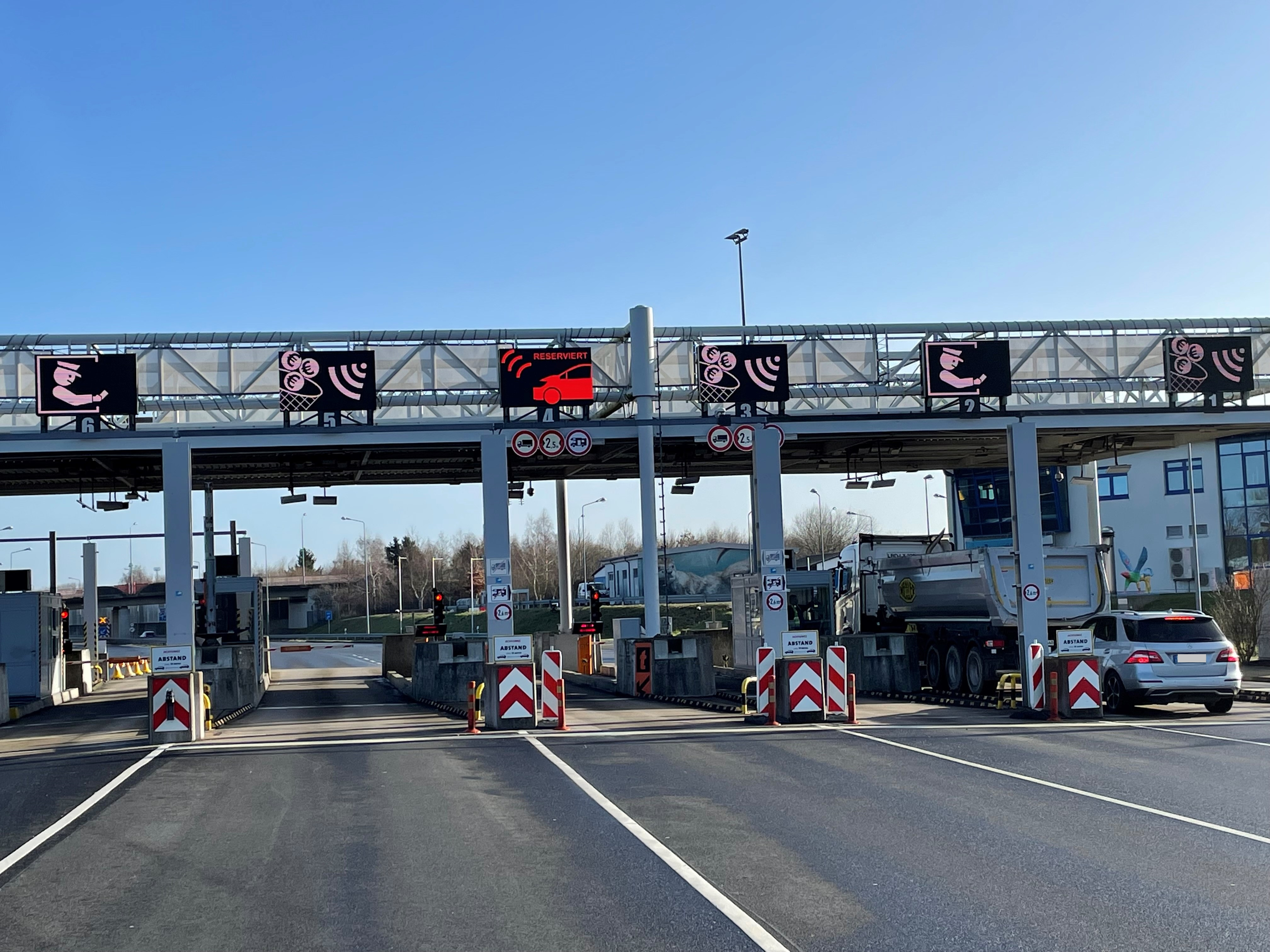
Mautstelle am Warnowtunnel

In den 1920er Jahren wurde ein Plan für eine Brücke vom Stadthafen nach Gehlsdorf in Höhe des Kanonsberges angefertigt, als Warnowbrücke aus den Planungen der späten 1960er Jahre. Im Flächennutzungsplan von 1950 kam eine Warnowquerung von Gehlsdorf über Bramow in Richtung Hamburger Straße als Bestandteil eines Stadtringes vor. Im Generalverkehrsplan von 1959 war eine Fährverbindung von Schmarl nach Oldendorf enthalten. Der Generalverkehrsplan von 1967 verzeichnete im Zusammenhang mit dem neuen Überseehafen und dem beginnenden Wohnungsbau in Lütten Klein an dieser Stelle eine feste Warnowquerung als Tunnel. Dieser war auch Bestandteil der darauf aufbauenden Planungen der 1970er Jahre. Dadurch hielten sich die umliegenden Straßenbauarbeiten in Grenzen, da beidseitig der Warnow bereits vierstreifig ausgebaute Straßen bis fast ans Ufer führten (im Westen die Warnowallee, der Zubringer zur Bundesstraße 103, und im Osten die Bundesautobahn 19).
Bald nach der Wende wurde ein Antrag zur Aufnahme in den vordringlichen Bedarf des Bundesverkehrswegeplans gestellt. Dieser wurde aufgrund der geringen Bedeutung der Trasse für den überregionalen Verkehr im Bundesfernstraßennetz jedoch nicht bewilligt. Im Generalverkehrsplan 1992/93 wurde die nördliche Warnowquerung als Tunnel oder Hochbrücke genannt. Im Integrierten Gesamtverkehrskonzept von 1998 war die Warnowbrücke nach Gehlsdorf nicht mehr enthalten.

## Planung und Vorbereitung

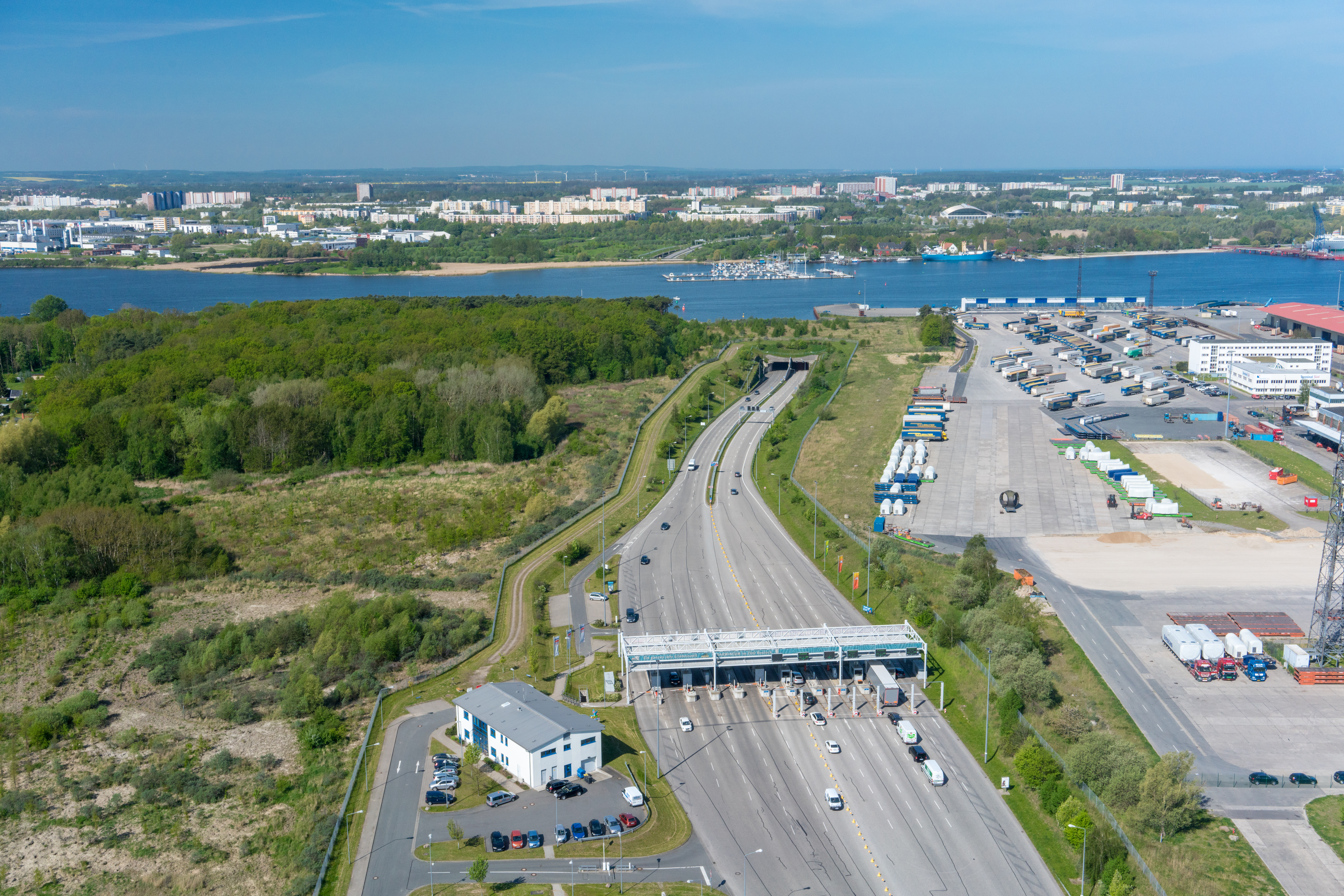
Luftaufnahme der Mautstelle und Tunneleinfahrt Ostseite

Mit der Gesetzesnovelle von 1994 zum Fernstraßenprivatfinanzierungsgesetz wurde das Tunnelprojekt konkret. Die bereits seit der Wende laufenden Planungen wurden intensiviert und die erforderlichen Vorbereitungen begonnen. Für die Herstellung der rechtlichen Voraussetzungen war ein Planfeststellungsverfahren nach dem Bundesfernstraßengesetz durchzuführen. Hierzu waren nochmals verschiedene weiter südlich gelegene Trassenvarianten hinsichtlich ihrer Umweltrelevanz zu untersuchen sowie unterschiedliche konstruktive Bauwerkslösungen zu prüfen. Neben dem bereits favorisierten Absenktunnel wurde ein Bohrtunnel sowie der Bau einer Hochbrücke, einer Hubbrücke, einer Klappbrücke, einer Drehbrücke und sogar einer Pontonbrücke untersucht. Letztendlich wurde den ökologischen, verkehrlichen sowie den wirtschaftlichen Vorteilen eines Absenktunnels der Vorrang gegeben.
Neben den genannten Variantenuntersuchungen war die optimale Einbindung der Trasse und des Bauwerks in das bereits geplante Gebiet der Internationalen Gartenbauausstellung 2003 in Rostock zu berücksichtigen. Ein weiterer Untersuchungsschwerpunkt war die Abschätzung der Wirtschaftlichkeit auf Grundlage der zu erwartenden Mauteinnahmen, da für ein mautfinanziertes Straßenprojekt in Deutschland noch keine Erfahrungen vorlagen. Die besondere Schwierigkeit bestand dabei in der Prognose der zukünftigen Verkehrsbelegung in Abhängigkeit von der Mauthöhe.
Im Rahmen einer europaweiten Ausschreibung wurde das Projekt an ein Konsortium um den französischen Baukonzern Bouygues Travaux Publics S.A. vergeben.
Der erste Spatenstich erfolgte am 1. Dezember 1999. Der Konzern und sein vormaliger australischer Gesellschafter Macquarie Infrastructure investierten gemeinsam mit einem internationalen Bankenkonsortium unter Führung der Deutschen Bank, der NORD/LB, der KfW und der EIB rund 220 Millionen Euro in den Warnowtunnel. Auch die Europäische Union stellte einen Zuschuss zur Verfügung. Die öffentlichen Zuschüsse betrugen zwölf Prozent.

## Das Absenkverfahren

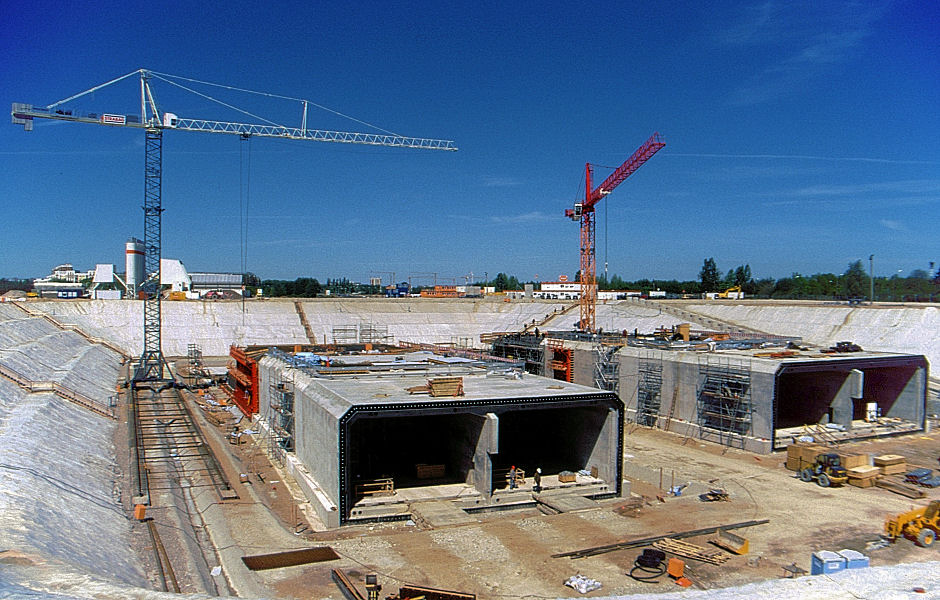
Vorfertigung der Tunnelelemente im Trockendock

Für den Tunnelbau wurde das Absenkverfahren angewendet. Das Prinzip besteht in der Vorfertigung der Tunnelelemente auf dem Lande bzw. in einem Trockendock und dem anschließenden Einschwimmen und Absenken der Elemente in der Tunneltrasse.

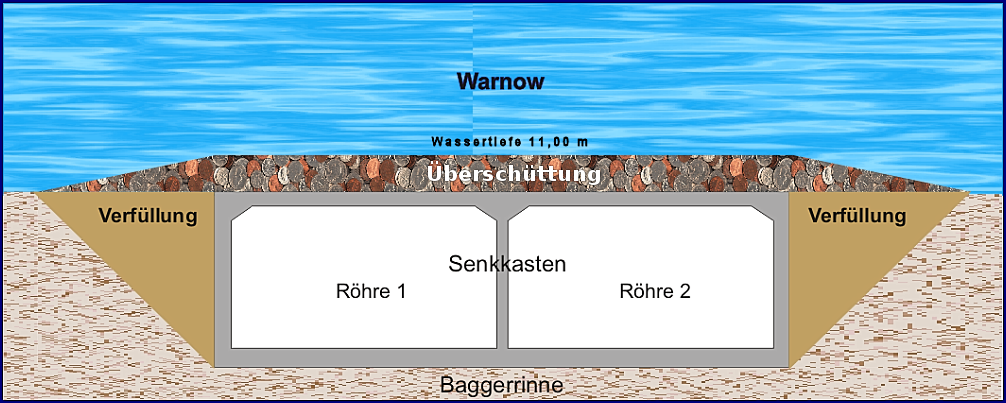
Tunnelquerschnitt

Für den Bau des Warnowtunnels wurden sechs etwa 120 Meter lange Betonelemente mit je zwei Tunnelröhren in einem unmittelbar vor dem späteren westlichen Tunnelportal angelegten Trockendock hergestellt. Als Verbindung vom Dock zur Warnow diente ein Fluttor. Nach der Fertigstellung von jeweils zwei Elementen wurde das Dock geflutet und die Elemente ausgeschwommen. Um die Schwimmfähigkeit der entsprechend der späteren Tunneltrasse leicht gekrümmtem Elemente zu gewährleisten, war das Tarieren mittels Ballasttanks erforderlich.
Zwei der vier Tunnelelemente wurden in einem alten Hafenbecken der Kvaerner-Werft in Warnemünde zwischengelagert, zwei im Überseehafen Rostock. Gleichzeitig wurde die Tunnelrinne zwischen Schmarl und dem Überseehafen, in die später die Elemente abgesenkt werden sollten, auf eine Tiefe bis zu 20 Metern ausgebaggert. Nach der Fertigstellung der letzten zwei Elemente wurde die 790 Meter lange Tunnelröhre mit dem Einschwimmen und Absenken der sechs Elemente, der Herstellung der Tunnelportale, der Abdichtung der Fugen zwischen den Elementen und der Überschüttung zur Absicherung gegen den statischen Auftrieb sowie als Schutz gegen Beschädigung hergestellt. Die tiefste Stelle in der Fahrrinne über dem Tunnel misst elf Meter. Danach wurde die Tunnelröhre ausgepumpt und der technische Ausbau des Tunnels vorgenommen.
Als interessantes Detail ist die Abdichtung der Fugen zwischen den Tunnelelementen zu erwähnen. Durch den Wasserdruck wird die in die Fugen eingelegte flexible Dichtung auseinandergepresst und dadurch das Eindringen von Wasser in den Tunnel verhindert.

## Umfang des gesamten Bauvorhabens
Außer dem 790 Meter langen Tunnelbauwerk waren zum Lückenschluss zwischen der Bundesautobahn 19 im Osten und der Bundesstraße 103 im Westen sowie zur Einbindung in das vorhandene städtische Straßennetz noch insgesamt rund 6200 Meter zwei- und vierstreifige Straßentrassen auszubauen. Dies beinhaltete den Ausbau der Autobahnanschlussstelle Krummendorf als nördliches Ende der A 19, die Anschlussstellen an den Schmarler Damm und die Alte Warnemünder Chaussee sowie die teilweise Verlegung des Schmarler Damms und den Neubau der Ortsumgehung Krummendorf mit mehreren Brücken und Durchlässen. Damit wurde auch für die angrenzenden Stadtteile Schmarl, Groß Klein und Krummendorf sowie für die IGA 2003 einschließlich der Hansemesse und die A 19 bedeutsame Verkehrsinfrastruktur geschaffen.
Für den Tunnelbetrieb war außerdem der Ausbau der Mautstelle außerhalb des östlichen Tunnelportals und der dynamischen Verkehrsleiteinrichtungen an den Tunnelzufahrten erforderlich.
Am 12. September 2003 wurde der Warnowtunnel eröffnet.

## Ausstattung und Betrieb

Einfahrt zum Warnowtunnel bei Nacht (Langzeitbelichtung)

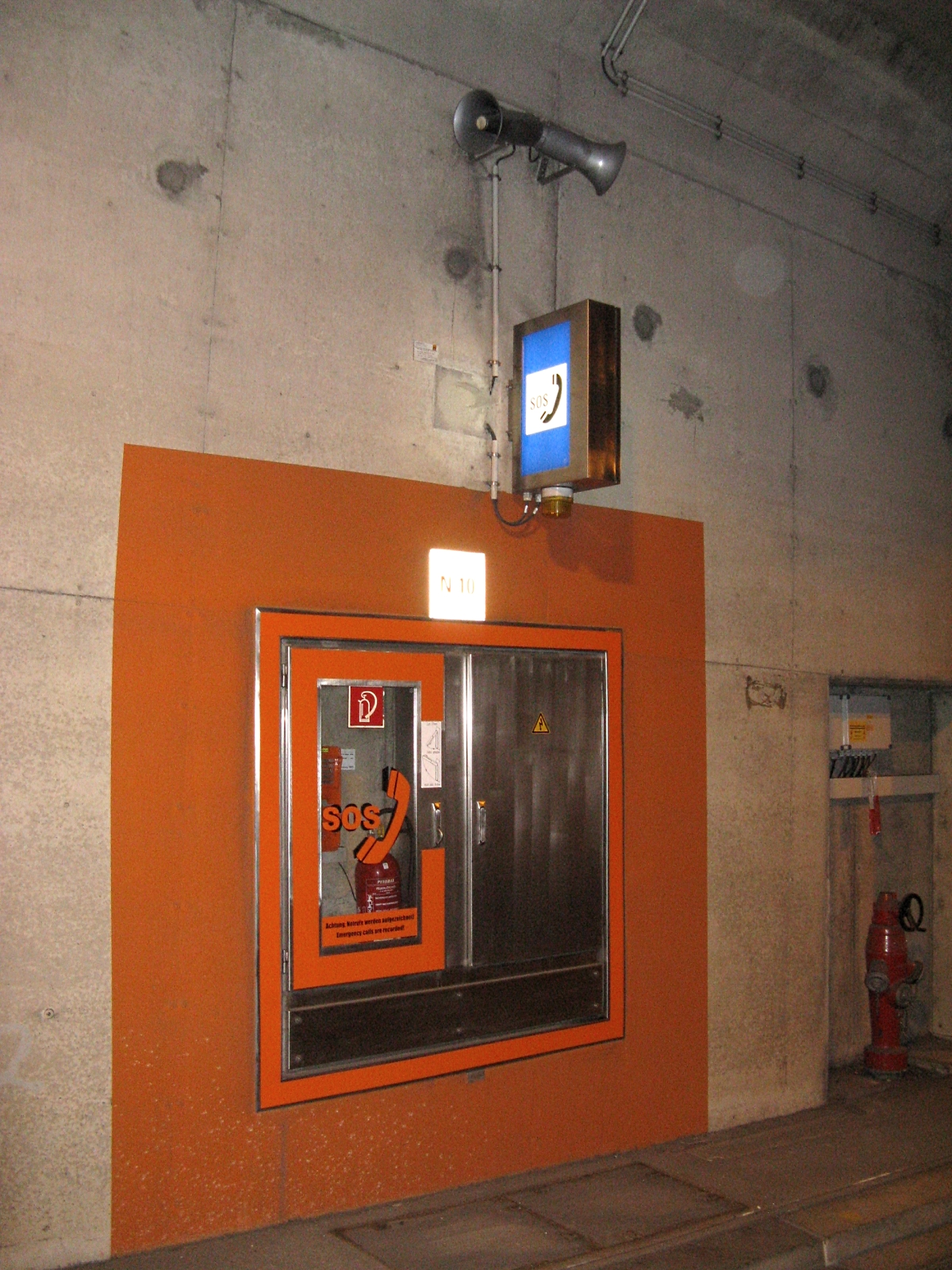
Feuermelde- und Löscheinrichtungen im Tunnel

Der Tunnel verfügt über vier Notgehwege, Fluchttüren alle 150 Meter und vier Nothaltebuchten (zwei je Röhre). Die Sicherheits- und Überwachungssysteme umfassen unter anderem Videoüberwachung, Höhenkontrolle, dynamische Verkehrsbeeinflussung, manuelle und automatische Brandmeldesysteme, wie etwa Kohlenmonoxid-, Rauch- und Luftgeschwindigkeitsmessgeräte, sowie Feuerlöscher, Löschwasserentnahmestellen und eine große hitzebeständige Tunnelbelüftung. Ferner sind Verkehrsfunk, Notruftelefone sowie Mobilfunkempfang für alle Netze installiert. Die Tunnelleitstelle ist rund um die Uhr besetzt.
Die Preise für eine Durchfahrt richten sich nach der Art des Fahrzeuges, der Zahlungsmethode und der Jahreszeit. So liegen die Preise für eine Passage des Tunnels in den Monaten Mai bis Oktober bei Bar- oder Geldkartenzahlung höher als in der restlichen Zeit des Jahres. Fußgänger und Radfahrer können den Tunnel nur mit den hier verkehrenden Bussen der Rostocker Straßenbahn AG (RSAG) zu den normalen Tarifen passieren. Für den Fahrradtransport wurden bei den ab 2003 beschafften Linienbussen mehr Platz dafür eingerichtet.
Von Beginn an blieb die Nutzung des Tunnels weit hinter den Erwartungen zurück. Nach 3½ Jahren Betrieb wurde am 16. März 2007 der elfmillionste Tunnelfahrer gezählt, am 12. September das dreizehnmillionste Fahrzeug. Dies entspricht etwa 11.100 Fahrzeugen täglich. Um den Tunnel rentabel betreiben zu können, ist aber eine Auslastung mit etwa 20.000 Fahrzeugen pro Tag notwendig. Eine Verkehrsprognose ging 1994 von werktäglich 30.000 Fahrzeugen aus. Ende 2004 erklärte ein aus 14 Banken bestehendes Finanzkonsortium, dass die Zahlungsunfähigkeit des Projektes zwischen 2005 und 2006 auf Basis derzeitiger Zusagen unvermeidbar sei. Um eine drohende Insolvenz der Warnowquerungsgesellschaft (WQG) abzuwenden, wurde im Juni 2006 der Betreibervertrag verlängert. Nun hat die WQG 50 Jahre (vorher 30 Jahre) Zeit, ihre Investitionen zu refinanzieren, bevor der Tunnel den Eigentümer wechselt und der Stadt Rostock gehört.
Zum Jahreswechsel 2006/2007 gab es erstmals seit dem Bestehen eine Preisänderung. Die Maut für LKW sank zunächst auf maximal 13 Euro, um den Tunnel gegenüber der Umgehung über A 19 und A 20 attraktiver zu gestalten. Außerdem stieg die Obergrenze für PKW von 1,90 m auf 2,05 m; damit können Transporter und Kleinbusse nun zum PKW-Preis passieren. Allerdings stiegen die PKW-Preise im Gegenzug.
Im Oktober 2009 passierte das 21-millionste Fahrzeug den Tunnel, am 10. Januar 2017 das 50-millionste. Die tägliche Verkehrsleistung liegt weiterhin bei etwa 11.000 Fahrzeugen und die Erwartung für das Jahr 2030 wird jetzt mit 16.000 bis 17.000 Bewegungen täglich beziffert.
Die aktuell gültigen Zahlungsmethoden an der Mautstation sind Bar, EC oder Kreditkarte, Flottenkarten wie zum Beispiel DKV, UTA und Routex, sowie kontaktlose Zahlungsmittel wie die hauseigene OSCARD, TAG-Geräte und RFID-Streifen. Bei den zuletzt genannten erfolgt die Mautabrechnung über Abbuchung von einem Guthabenkonto, welches per Lastschriftverfahren aufgeladen werden kann. Ein klarer Vorteil in der Verwendung von RFID-Streifen (radio-frequency identification) liegt darin, dass der Auslesevorgang bereits im Heranrollen des Fahrzeugs erfolgt und die Schranke automatisch innerhalb weniger Sekunden öffnet.
2025 liegen die Preise für PKW-Passagen bei 5,30 Euro für Mai bis Oktober und 4,30 Euro für November bis April und für LKW zwischen 10,80 Euro und 22,00 Euro.

## Betreiber
Die Warnowquerung GmbH & CO. KG ist das Betreiberunternehmen mit Sitz in Rostock und beschäftigt Anfang 2022 38 Mitarbeiter und hat eine Betriebskonzession über 50 Jahre. Die Gesellschaft hat über die Hansestadt Rostock EU-Zuschüsse erhalten. 70 % an der Warnowquerung GmbH & Co. KG werden von der australischen Investmentgesellschaft Atlas Arteria gehalten, die weltweit zahlreiche mautpflichtige Straßen betreibt. Am 15. August 2018 gab Atlas Arteria eine Vereinbarung zum Erwerb der übrigen 30 % an der Warnowquerung GmbH & Co. KG bekannt.

## Öffentlichkeitsarbeit

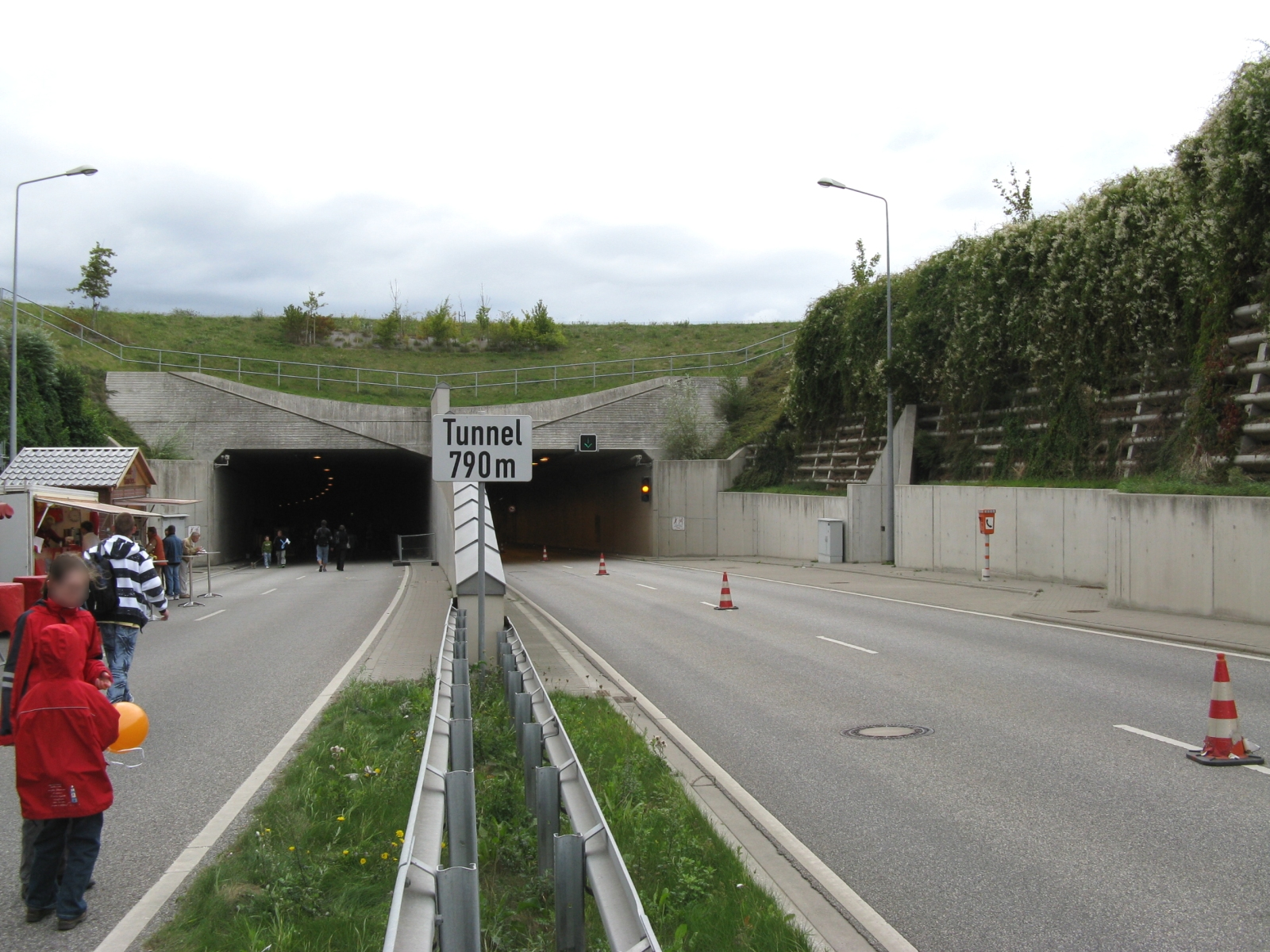
Tunneleinfahrt von der Ostseite

Am 12. August 2009 fand zum ersten Mal die Warnowtunnel-Party – eine elektronische Musikveranstaltung – statt. Das Verkehrsministerium Mecklenburg-Vorpommern widerrief im Juli 2010 aufgrund des Unglücks bei der Loveparade in Duisburg die Genehmigung des Straßenbauamtes für die Veranstaltung am 11. September 2010, welche der Tunnel zum zweiten Mal beherbergen sollte.
Im Jahre 2013 feierte der Warnowtunnel sein 10-jähriges Bestehen mit einem großen Fest auf dem eigenen Gelände.
Die Warnowquerung GmbH & Co. KG engagiert sich in vielen lokalen Projekten und ist Unterstützer ansässiger Vereine. Weiterhin besteht eine Patenschaft mit dem Otter-Gehege des Rostocker Zoos.

## Galerie

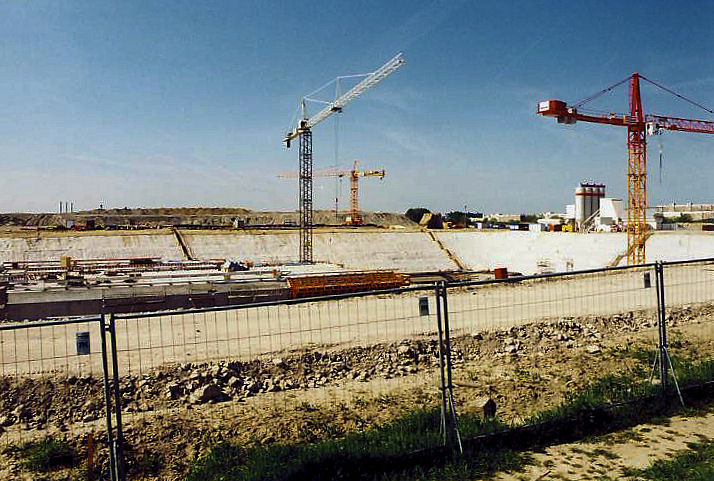
Baudock der Tunnelelemente
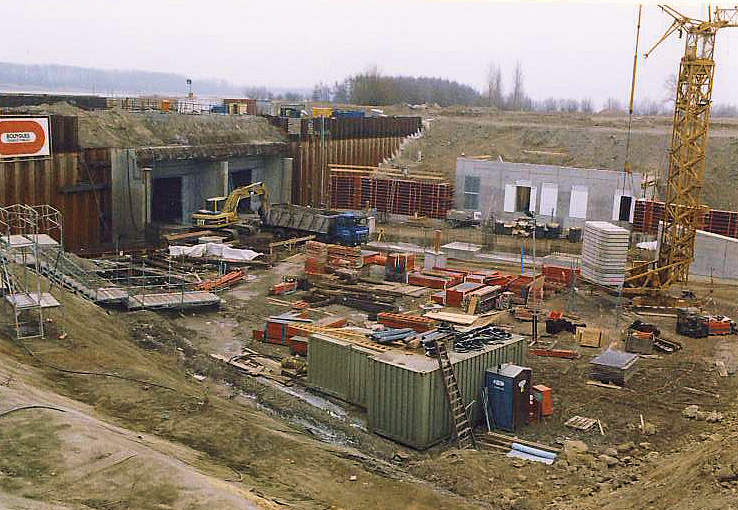
Blick auf die Baustelle vor dem westl. Tunnelportal
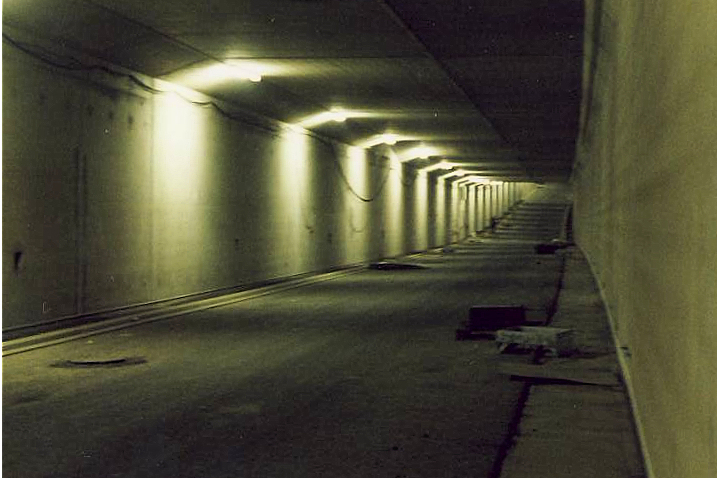
Vertikale Krümmung am Tiefpunkt
Einfahrt des Warnowtunnels bei Nacht
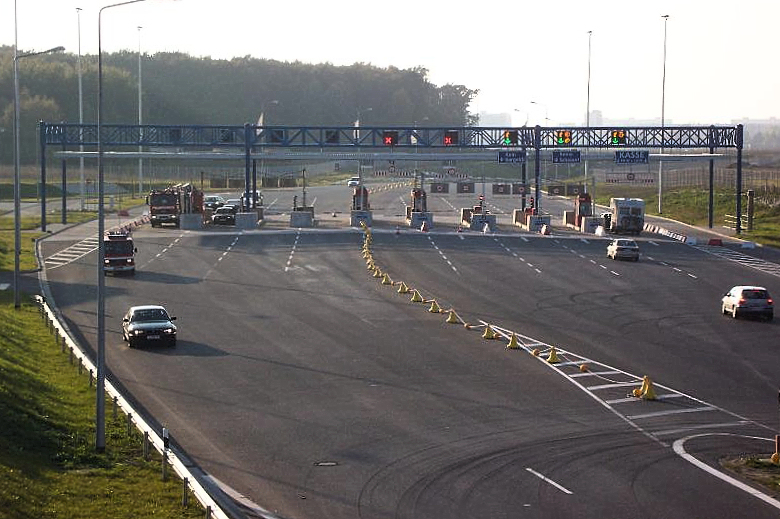
Mautstelle nach der Eröffnung im Jahre 2003